# Церки

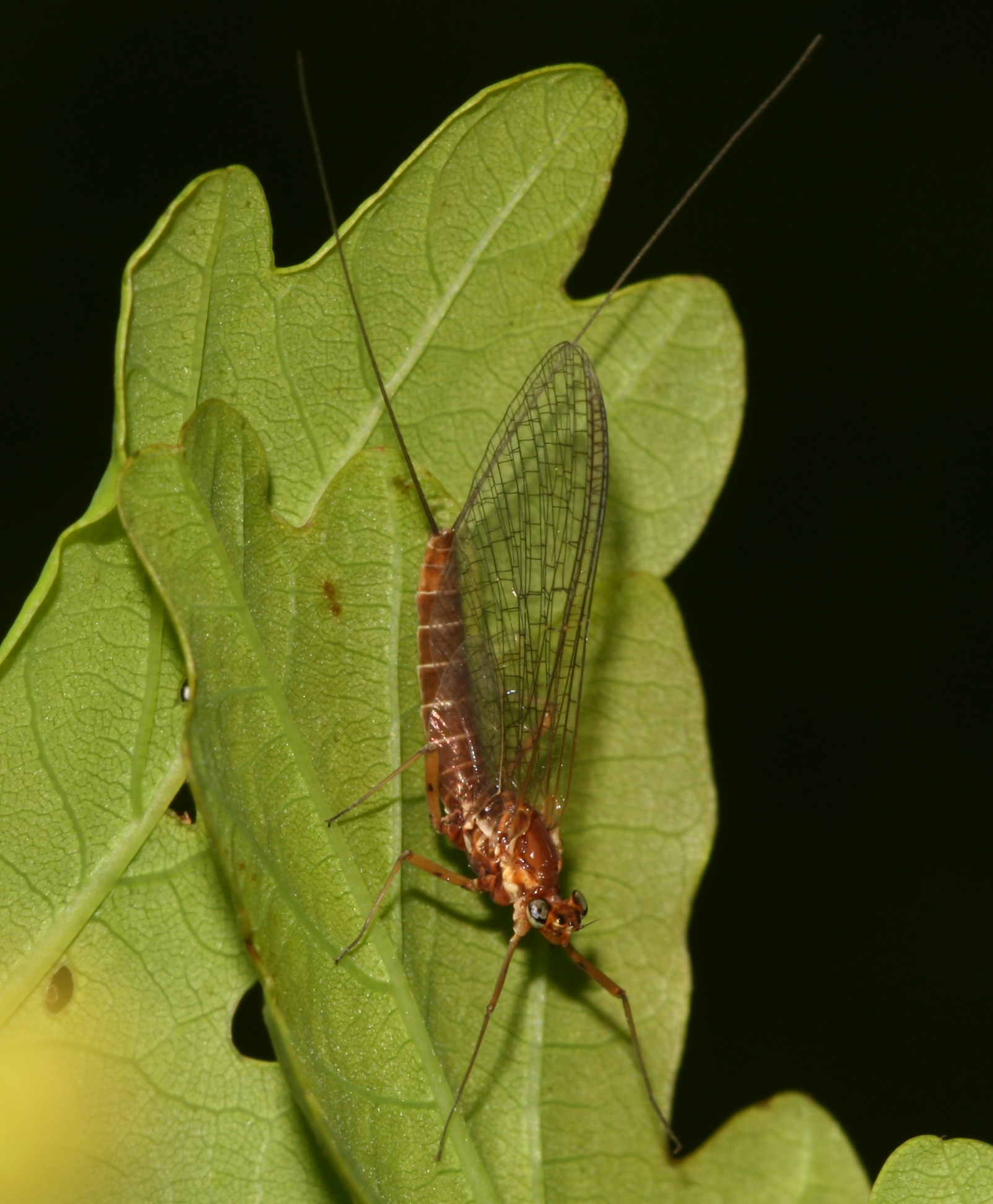
Церки подёнки

Церки (лат. cerci, ед. ч.: cercus) — парные придатки последнего сегмента брюшка, которые у примитивных насекомых похожи на длинные членистые нити, напоминающие щетинковидные усики. Хотя у таких насекомых, как уховёртки и некоторые двухвостки, церки преобразуются в форцепсы, а у высших насекомых нередко их просто нет.